# Piper moyobambanum
Piper moyobambanum är en pepparväxtart som beskrevs av William Trelease. Piper moyobambanum ingår i släktet Piper och familjen pepparväxter. Inga underarter finns listade i Catalogue of Life.